# Auvestre
 (mai 2014).
L'Auvestre est une rivière française du département des Alpes-de-Haute-Provence, en région Provence-Alpes-Côte d'Azur, et un sous-affluent du Rhône par le Colostre, le Verdon et la Durance.

## Géographie
L'Auvestre prend sa source à Saint-Jurs à 1 014 m d'altitude.
Il se jette dans le Colostre à Riez, à 516 m d'altitude.
La longueur de son cours d'eau est de 14,9 km.

## Communes et cantons traversés
L'Auvestre traverse un département, trois communes, et deux cantons.
- Alpes-de-Haute-Provence
  - Saint-Jurs (04184) (source), Puimoisson (04157), Riez (04166) (confluence)

Soit en termes de cantons, L'Auvestre prend sa source sur le canton de Moustiers-Sainte-Marie et traverse et conflue sur le canton de Riez, le tout dans l'arrondissement de Digne-les-Bains.

## Affluents
L'Auvestre a sept affluents contributeurs :
- le ravin de Vauvenières (rd), 1,4 km sur la seule commune de Saint-Jurs.
- le ravin de Mouère, ou ravin de Pumeyan (rg), 4,5 km sur la seule commune de Saint-Jurs, avec un affluent :
  - le ravin de Ponteillas (rd), 2,2 km sur la seule commune de Saint-Jurs.
- le ravin du Toronet (rg), 1,8 km sur la seule commune de Saint-Jurs.
- le ravin de Valensollette (rg), 2 km sur la seule commune de Puimoisson.
- le ravin d'Envalenc (rd), 3,4 km sur les deux communes de Puimoisson et Saint-Jurs avec un affluent :
  - le ravin de Chinfret (rg), 1,9 km sur les deux communes de Puimoisson et Saint-Jurs.
- le ravin des Orgues (rd), 1,4 km sur la seule commune de Riez.
- le ravin de Muret (rg), 1,4 km sur les deux communes de Riez et Roumoules.

Le rang de Strahler est donc de trois.